# Chiesa di San Fiorentino (Amboise)
La chiesa di San Fiorentino è una delle due chiese parrocchiali della città di Amboise, situata all'interno del centro storico e ai piedi del castello reale. La chiesa è stata classificata come monumento storico il 3 luglio 1963.

## Storia
La chiesa fu costruita su richiesta di Luigi XI affinché la chiesa del castello cessasse di essere parrocchiale, per paura delle malattie. Alcune lettere patenti del 7 giugno 1473 concessero una parte della tassa sul sale per quattro anni e la chiesa fu consacrata nel 1484.
La copertura del campanile fu modificata in stile rinascimentale all'inizio del XVI secolo, poi nel 1876 ebbero luogo importanti lavori di restauro: la volta lignea fu poi sostituita da quella in pietra. La campana è stata donata dal duca di Choiseul.
Le vetrate colorate furono distrutte durante la seconda guerra mondiale e sostituite da opere originali di Max Ingrand, che lavorò anche nella cappella Saint-Hubert del castello.
Chiusa per cattive condizioni, ha riaperto a metà degli anni 2000.

## Leonardo da Vinci
Il 12 agosto 1519 un registro ricorda come «fu inumato nel chiostro di questa chiesa M. Lionard de Vincy, nobile milanese e primo pittore e ingegnere e architetto del Re, meschanischien di Stato e già direttore di pittura del duca di Milano». Cinquant'anni dopo, violata la tomba, le sue spoglie andarono disperse nei disordini delle lotte religiose tra cattolici e ugonotti.
Nel 1874 delle ossa ritrovate e attribuite a Leonardo furono poste nella cappelletta di Saint-Hubert presso il castello di Amboise.